# Homapoderus murzini
Homapoderus murzini es una especie de coleóptero de la familia Attelabidae.

## Distribución geográfica
Habita en Guinea (África).